# Gomphocerus
Gomphocerus is een geslacht van rechtvleugeligen uit de familie veldsprinkhanen (Acrididae). De wetenschappelijke naam van dit geslacht is voor het eerst geldig gepubliceerd in 1815 door Thunberg.

## Soorten
Het geslacht Gomphocerus omvat de volgende soorten:
- Gomphocerus armeniacus Uvarov, 1931
- Gomphocerus dispar Fischer von Waldheim, 1846
- Gomphocerus evanescens Stål, 1861
- Gomphocerus kudia Caudell, 1928
- Gomphocerus licenti Chang, 1939
- Gomphocerus plebejus Stål, 1861
- Gomphocerus semicolor Burmeister, 1838
- Gomphocerus sibiricus Linnaeus, 1767